# 森下雨村
森下 雨村（もりした うそん、1890年2月27日 - 1965年5月16日）は、日本の編集者、翻訳家、小説家。本名・岩太郎。別名・佐川春風。
高知県佐川町出身。早稲田大学英文科卒、博文館に勤め、1920年に探偵小説雑誌『新青年』編集長となり、内外の探偵小説の紹介に努め、自らも創作をおこなった。

## 人物
土佐の生まれで、酒豪だった。横溝正史によると、「親分肌で、常に周囲に若いものを集め、ちっくと一杯と人に奨め、相手を盛りつぶしては悦に入っていた」という。横溝も「たびたび森下に盛りつぶされているうちに、おいおい上達して、ついに出藍の誉れを高くしたものである」と語っている。
『新青年』編集長として江戸川乱歩を世に送り、多くのすぐれた探偵作家を誕生させた雨村を、横溝は「森下こそ日本の探偵小説の生みの親といっても過言ではないだろう」と評し、「義理がたい乱歩は終生雨村に恩誼を感じていたようである」、「松本清張は雨村を、推理小説界における大正期の中央公論の滝田樗陰であると言っている」と述べている。クロフツの『樽』を最初に日本で紹介したのも雨村である。
晩年の雨村は故郷の土佐・佐川町に隠棲し、悠々として晴釣雨読の境地を楽しんでいた。1965年（昭和40年）5月に不帰の客となったが、横溝によると「ちっくと一杯やりすぎたのが原因である」とのことである。遺著に『猿猴 川に死す』があるが、序文を松本清張、井伏鱒二、横溝正史が書いている。
『新青年』編集長時代の森下邸の別室には、甲賀三郎・松野一夫・延原謙・田中早苗・平林初之輔ら『新青年』の常連寄稿者たちが集まり、「シャグラン（なやまし）・ブリッジ」なる独自ルールのトランプ遊びにいそしんでいた。
遠縁にSF作家・評論家の森下一仁、ピアニストの森下唯の親子がいる。

## 著書
- 『冒険小説 宝島探険』（母子草名義、大学館） 1909年3月
- 『少年団と青年団』（森下岩太郎名義、文会堂書店） 1916年
- 『怪盗追撃 富士夫少年探偵物語』（佐川春風名義、講談社） 1926年
- 『森下雨村集』（改造社、日本探偵小説全集 第2篇） 1930年
- 『白骨の処女』（新潮社、新作探偵小説全集8） 1932年
のち河出文庫 2016年[4]）
- 『少年探偵 謎の暗號』（大日本雄辯會講談社） 1934年3月
のち少年倶楽部文庫 1975年
- 『三十九号室の女』（朝日新聞社、週刊朝日文庫） 1935年
- 『丹那殺人事件』（柳香書院） 1935年
- 『カスパー・ハウゼル 泰西天一坊伝 』（河出書房、記録文学叢書9） 1937年
- 『佐川春風集 森下雨村集』（三一書房、少年小説大系7） 1986年6月
- 『青斑猫』（春陽堂書店、春陽文庫） 1995年1月
- 『猿猴 川に死す』（岳洋社） 1996年11月
のち『猿猴 川に死す 現代によみがえった幻の釣りエッセイ』小学館文庫 2005年
のち『つり随筆 猿猴 川に死す』平凡社ライブラリー） 2005年
- 『釣りは天国』（小学館、小学館文庫） 2005年6月
- 『森下雨村探偵小説選』（論創社、論創ミステリ叢書） 2008年2月

## 翻訳
- 『警察と犯罪の秘密』（アーサー・グリフィス、森下岩太郎名義、日本評論社） 1920年
- 『探偵名玉集 怪奇探偵 欧米名作家』（博文館、探偵傑作叢書） 1927年
- 『ダイヤモンド / カートライト事件 』（フレツチヤー、改造社、世界大衆文学全集8） 1928年
- 『コリンズ集』（コリンズ、博文館、世界探偵小説全集）、1929年
- 『ライチエスタ事件 / 大破滅』（フレツチヤア / ウエルシーニン、春陽堂、探偵小説全集）、1930年
- 『甲虫殺人事件』（S・S・ヴァン・ダイン、山村不二共訳、新潮社） 1931年
- 『白魔』（スカアレツト他、春秋社） 1935年
- 『樽』（クロフツ、柳香書院） 1935年
- 『呪の宝石』（ウイルキ・コリンス、博文館、名作探偵） 1939年
- 『謎の函』（フレッチヤー、博文館、名作探偵） 1939年
- 『日東のプリンス』（オップンハイム、博文館、名作探偵） 1939年
- 『月長石』（W・W・コリンズ、雄鶏社、おんどり・みすてりい） 1950年
- 『プレード街の殺人』（J・ロード、雄鶏社、おんどり・みすてりい） 1951年
- 『100%アリバイ』（C・ブツシュ、日本出版協同、異色探偵小説選集） 1954年